# أورديس
بلدية أورديس (بالإسبانية: Ordes)‏، هي إحدى بلديات مقاطعة لا كرونيا إحدى مقاطعات إسبانيا، و التي تقع في منطقة جليقية شمال غرب إسبانيا.
يبلغ عدد سكانها 12.015 نسمة وفقاً لإحصائية سنة (2002).

## أعلام
- إيفان رانيا فوينتيس
- خوان مانويل فوينتيس